# Метод експертних оцінок
Ме́тод експе́ртних оці́нок — один з основних класів методів науково-технічного прогнозування, який ґрунтується на припущенні, що на основі думок експертів можна збудувати адекватну модель майбутнього розвитку об'єкта прогнозування.
Відправною інформацією при цьому є думка спеціалістів, які займаються дослідженнями й розробками в прогнозованій галузі.

## Різновиди методів
Методи експертних оцінок поділяють на індивідуальні та колективні.
Індивідуальні методи представлені такими типами оцінок: оцінка типу «інтерв'ю», оцінювання шляхом анкетування та аналітичним шляхом (найпоширеніші з останніх — морфологічні — виявлення різних варіантів поведінки об'єкта прогнозування та метод складання аналітичних оглядів).
Серед колективних методів розрізняють:
- метод комісії,
- метод віднесеної оцінки та
- дельфійський метод.

Метод комісії передбачає проведення групою експертів дискусії для вироблення загальної думки щодо майбутньої поведінки прогнозованих об'єктів. Недолік цього методу — інерційність (консервативність) поглядів експертів щодо прогнозованої поведінки об'єкта.
Цих вад можна частково позбутися шляхом відкладеної оцінки, або методу «мозкового штурму».
Досконалішим методом колективної оцінки є дельфійський метод. Він передбачає відмову від прямих колективних обговорень. Дебати заміняють програмою індивідуальних опитувань, які здебільшого проводять у формі таблиць експертної оцінки. Відповіді експертів узагальнюють і передають їм назад (іноді разом з новою інформацією про об'єкт), після чого експерти уточнюють свої відповіді. Таку процедуру повторюють кілька разів, поки не досягають прийнятної збіжності всіх висловлених думок. Оцінки ЕОМ, як правило, перетворюють на кількісну форму.
Наступним етапом розвитку методу експертних оцінок є метод «прогнозованого графу». Суть його полягає в побудові на основі експертних оцінок і наступного аналізу моделі, складної мережі взаємозв'язків, які виникають під час розв'язування перспективних науково-технічних проблем. При цьому забезпечується можливість формування багатьох різних варіантів науково-технічного розвитку, кожний з яких у перспективі веде до досягнення мети розвитку прогнозованого об'єкта (галузі, сфери тощо). Наступний аналіз моделі дає змогу визначити оптимальні (за певними критеріями) шляхи досягнення мети.

## Основні вимоги до групи експертів
Від оцінки експертної групи безпосередньо залежить як положення конкретної продукції, так і вся діяльність підприємства. Саме з цієї причини процес вибору оцінювачів є вкрай непростим, відповідальним і багатогранним. Підсумкові результати оцінювання визначають ефективність прийнятих рішень і реалізованих методів. До експертів-оцінювачів висуваються певні вимоги:
- компетентність;
- необхідні знання про суміжні сфери діяльності, які не мають прямого відношення до досліджуваної теми;
- наукові та академічні досягнення, а також практичний досвід у даній сфері;
- вміння креативно мислити і застосовувати нестандартні рішення.